# 노재갑
노재갑(盧在甲, 1965년 5월 5일 ~ )은 대한민국의 제6대 부산광역시의원이다.

## 학력
- 동의대학교 수학과 졸업

### 비학위 수료
- 부산대학교 행정대학원 행정학 석사 졸업

## 경력
- 새천년민주당 대통령 후보 경선 노무현 후보자 특별보좌 역임
- 민주평화통일자문회의 동래구 협의회 간사
- 조경태 국회의원 보좌관
- 민주당 부산시당 예산결산위원회 위원장
- 2010.07 ~ 2014.04 제6대 부산광역시의회 의원
- 2016.01.12 더불어민주당 탈당
- 자유한국당 부산시당 사하구 을 당협위원회 부위원장
- 자유한국당 부산광역시 사하구 구청장 예비후보
- 2021.08 ~ 국민의힘 부산광역시당 대변인

## 역대 선거 결과
|  | 14.83% |

|  | 27.81% |

|  | 37.53% |